# Schöneberská radnice
Schöneberská radnice (německy Rathaus Schöneberg) je administrativní budova na náměstí J. F. Kennedyho v berlínském obvodu Tempelhof-Schöneberg. 
Byla postavena v letech 1911 až 1914 podle projektu Petera Jürgensena a Jürgena Bachmanna v novobarokním stylu. Nahradila původní radnici vybudovanou roku 1874 na Kaiser-Wilhelm-Platz a její základní kámen položil tehdejší starosta Alexander Dominicus. Je postavena z pískovce a dominuje jí sedmdesát metrů vysoká věž. Sídlila v ní správa samostatného města Schöneberg a po jeho připojení k Velkému Berlínu v roce 1920 správa městské části. Za nacistického režimu vznikly propagandistické nástěnné malby od Franze Eichhorsta, které byly po válce odstraněny. Stavba byla poškozena bombardováním za bitvy o Berlín. 
V době rozdělení Berlína byla schöneberská radnice sídlem primátora a senátu Západního Berlína. V říjnu 1950 byl na památku blokády Berlína ve věži zavěšen Berlínský zvon svobody vyrobený londýnskou firmou Gillett & Johnston a zaplacený ze sbírky mezi občany USA. Z balkónu radnice přednesl 26. června 1963 John Fitzgerald Kennedy svůj proslulý projev Ich bin ein Berliner.
V červnu 1967 proběhla před radnicí demonstrace proti návštěvě íránského panovníka Muhammada Rezy Pahlavího v Berlíně. Vypukly rvačky mezi Pahlavího odpůrci a příznivci, které rozháněla policie; při zákroku byl zastřelen student Benno Ohnesorg, což se stalo impulsem k vlně občanské neposlušnosti.
V letech 1978 až 1987 došlo k rozsáhlé rekonstrukci budovy u příležitosti oslav 750. výročí založení Berlína. V listopadu 1989 se zde konalo shromáždění oslavující pád Berlínské zdi, na němž vystoupili Helmut Kohl a Hans-Dietrich Genscher. V roce 2001 byl Schöneberg sloučen s Tempelhofem do nového obvodu Tempelhof-Schöneberg, jehož starosta sídlí na této radnici. Od roku 2005 je v budově umístěna expozice věnovaná zaniklé komunitě schöneberských Židů. V interiéru radnice se natáčely filmy Lola běží o život, Aimee a Jaguár a Die Getriebenen a televizní seriály Wolffův revír a Ve jménu zákona.
V blízkosti radnice se nachází stejnojmenná stanice na lince U4 berlínského metra.